# Rewolucyjny Komitet Chińskiego Kuomintangu
Rewolucyjny Komitet Chińskiego Kuomintangu (chiń. upr. 中国国民党革命委员会; chiń. trad. 中國國民黨革命委員會; pinyin Zhōngguó Guómíndǎng Gémìngwěiyuánhuì) – jedna z tzw. partii demokratycznych działających w Chińskiej Republice Ludowej.
Został oficjalnie utworzony 1 stycznia 1948 w Hongkongu w wyniku odejścia z Kuomintangu grupy działaczy o poglądach lewicowych, przeciwnych Czang Kaj-szekowi.
Według statutu z 1988: celem działalności jest zorganizowanie współpracy chińskich patriotów w celu realizacji idei jedności kraju.
Jako partia demokratyczna, Rewolucyjny Komitet Chińskiego Kuomintangu współpracuje z Komunistyczną Partią Chin oraz władzami państwowymi.
Członkami partii w okresie początkowym byli głównie dawni działacze Kuomintangu, którzy po 1949 podjęli współpracę z władzami komunistycznymi, a także osoby związane z Tajwanem. Byli wśród nich także ci, którym bliska była idea przyłączenia Tajwanu do ChRL. Obecnie są to przede wszystkim intelektualiści i osoby z warstw średnich społeczeństwa.
Rewolucyjny Komitet Chińskiego Kuomintangu pod koniec 2017 roku liczył 127 tysięcy członków.
Przewodniczącymi partii byli:
- Li Jishen (1948-1959)
- He Xiangning (1960-1972)
- Zhu Yunshan (1979-1981)
- Wang Kunlun (1981-1985)
- Qu Wu (1987-1988)
- Zhu Xuefan (1988-1992)
- Li Peiyao (1992-1996)
- He Luli (1996-2007)
- Zhou Tienong (2007-2012)
- Wan Exiang (od 2012)

Tytuły honorowych przewodniczących otrzymali ponadto:
- Hou Jingru
- Sun Yueqi
- Song Qingling